# 瑟爾比-默古拉鄉
44°33′N 24°43′E / 44.550°N 24.717°E
瑟爾比-默古拉鄉（羅馬尼亞語：Comuna Sârbii-Măgura, Olt），是羅馬尼亞的鄉份，位於該國南部，由奧爾特縣負責管轄，處於布加勒斯特以西110公里，每年平均降雨量970毫米，海拔高度181米，2007年人口2,211。